# Błąd formalny
Błąd formalny (łac. non sequitur – „nie wynika”) – błąd logiczny we wnioskowaniu, którego charakter miał być dedukcyjny. Polega na tym, że z przesłanek danego wnioskowania nie wynika logicznie jego wniosek. Zazwyczaj popełniany, gdy wnioskujący uznaje swoje wnioskowanie za wnioskowanie oparte na prawie logicznym, a więc wnioskowanie dedukcyjne, a w rzeczywistości tak nie jest. W istocie błąd formalny jest więc błędnym uznaniem za wnioskowanie dedukcyjnie wnioskowania niebędącego takim.
Wnioskowanie, w którym popełniono błąd formalny, może (chociaż nie musi) prowadzić do wniosku fałszywego. Mimo że popełnienie błędu formalnego nie w każdym przypadku przesądza o fałszywości wniosku, wnioskowanie obarczone błędem formalnym nie opiera się na żadnym prawie logicznym, nawet prawdziwy wniosek takiego wnioskowania nie jest więc wnioskiem dedukcyjnym i pewnym. Gdy jednak ktoś zdaje sobie sprawę, że rozumuje według rozumowania uprawdopodobniającego, nie dedukcyjnego, nie popełnia on błędu formalnego.

## Przykład

Pięciokąt równoboczny nieforemny

Przykładem błędu formalnego może być następujące wnioskowanie:
| Każdy kwadrat ma wszystkie boki równe |
| Dana figura ma wszystkie boki równe   |
|                                       |
| Dana figura jest kwadratem            |